# Floing (Francia)
Floing è un comune francese di 2 530 abitanti situato nel dipartimento delle Ardenne nella regione del Grand Est.

## Società

### Evoluzione demografica
Abitanti censiti